# Flughafen Sitia

i7
i11
i13
Der Flughafen Sitia „Vitsentzos Kornaros“ (englisch Sitia Public Airport; griechisch Δημοτικός Αερολιμένας Σητείας «Βιτσέντζος Κορνάρος» Dimotikós Aeroliménas Sitías «Vitséndzos Kornáros», (IATA-Code: JSH, ICAO-Code: LGST)) ist der nationale Verkehrsflughafen der Stadt Sitia im Osten der griechischen Insel Kreta. Er ist der kleinste der drei Flughäfen auf der Insel mit Linienverbindungen.

## Geschichte
Der erste Flug fand am 7. Juli 1984 durch eine Dornier Do 228 von Olympic Airlines (Registrierung SX-BHF) statt. An Bord war jedoch lediglich Personal von Olympic Airlines, da es sich um einen Test für die Einrichtungen des Flughafens handelte. Zwei Tage nach dem Testflug wurde der Flughafen offiziell eingeweiht. Am selben Tag fand um 10:30 Uhr der erste offizielle Flug, Olympic Airlines Flug 7001, statt. Der erste Flug aus Rhodos landete am 13. Juli 1984 am Flughafen, der erste aus Karpathos landete am 14. Juli.
Die Asphaltierung der 750 Meter langen Start- und Landebahn 17/35 wurde am 6. September 1986 fertiggestellt. Das Terminal und der Kontrollturm wurde am 20. Mai 1993 verlegt und die neue Start- und Landebahn 05/23 wurde am 1. Mai 2003 mit einer Länge von 2074 Metern eröffnet. Dafür musste die alte Start- und Landebahn 17/35 weichen, weil sie höher gelegen war als die neue. Von der geschlossenen Start- und Landebahn blieb lediglich der Wendebereich übrig, da dieser ein Teil des alten Vorfeldes ist, welches bis heute für die allgemeine Luftfahrt verwendet wird. Bis heute kann man die Markierung der Landeschwelle und die Ziffer der Landebahn erkennen. Zusätzlich wurden einige neue Parkpositionen für Flugzeuge errichtet.

Vom 1. Mai 2005 bis zur Eröffnung des neuen Terminals, wurde ein temporäres Gebäude mit einer Größe von 1000 m² verwendet.

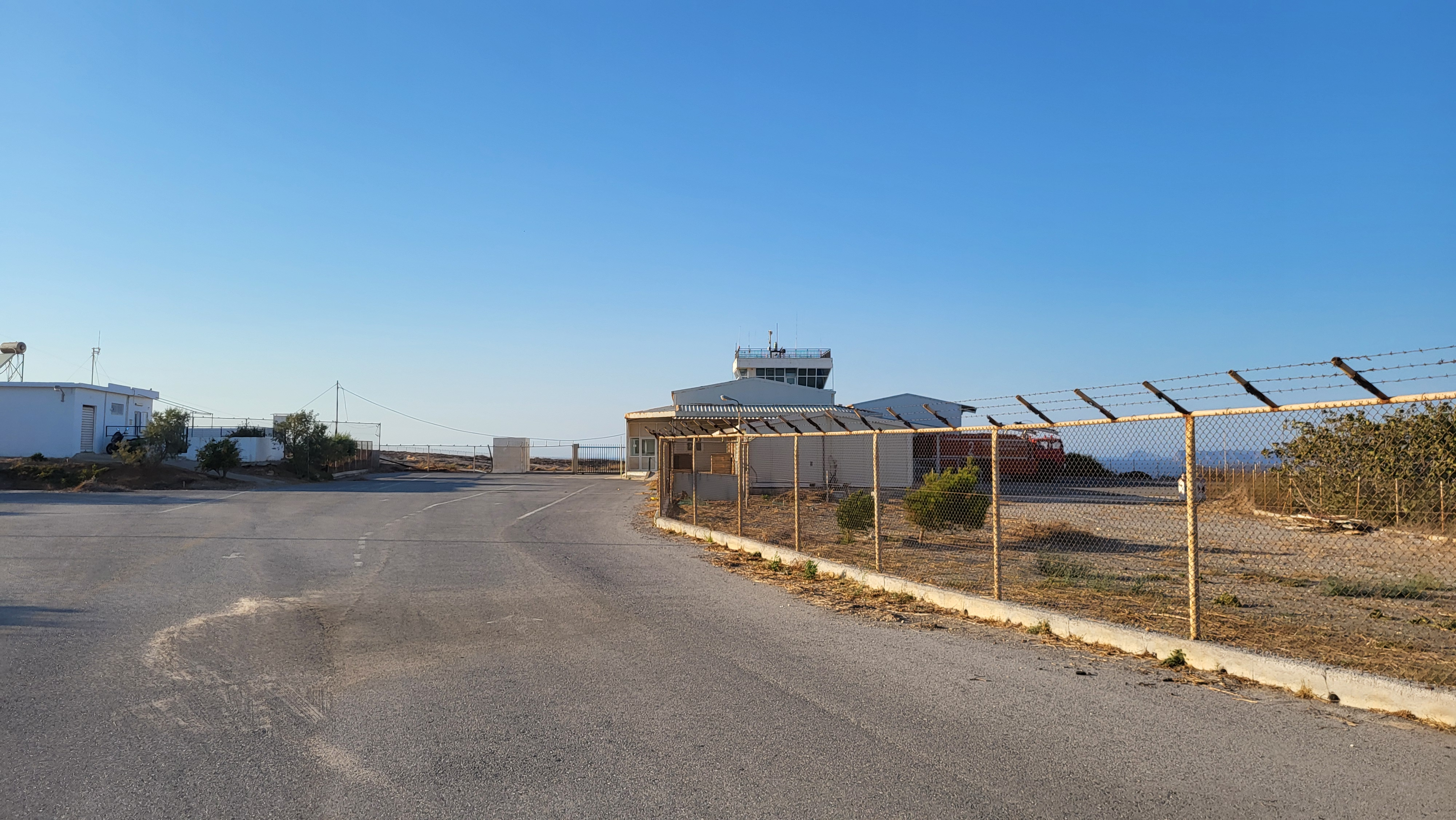
Das ehemalige Abfertigungsgebäude samt Tower. Der Zutritt zum ehemaligen Vorplatz ist für die Öffentlichkeit nicht gestattet.

Am 15. Januar 2015 wurde der Flughafen wurde in Sitia Public Airport, Vitzenzos Kornaros umbenannt. Nach einigen Jahren Baustopp aufgrund einer Wirtschaftskrise, wurde am 13. Januar 2016 das neue Terminal eingeweiht. Es ist 7500 m² groß.

## Fluggesellschaften und Flugziele
| Fluggesellschaft                | Ziel(e)                            |
| ------------------------------- | ---------------------------------- |
| Braathens International Airways | Saisonal bedingt: Kopenhagen       |
| Olympic Air / Aegean Airlines   | Athen, Karpathos, Kasos, Rhodos    |
| Scandinavian Airlines           | Saisonal bedingt: Kopenhagen, Oslo |
| Sky Express                     | Alexandroupolis, Preveza / Lefkada |
| Sun d’Or (El Al)                | Saisonal bedingt: Tel-Aviv         |

## Passagieraufkommen

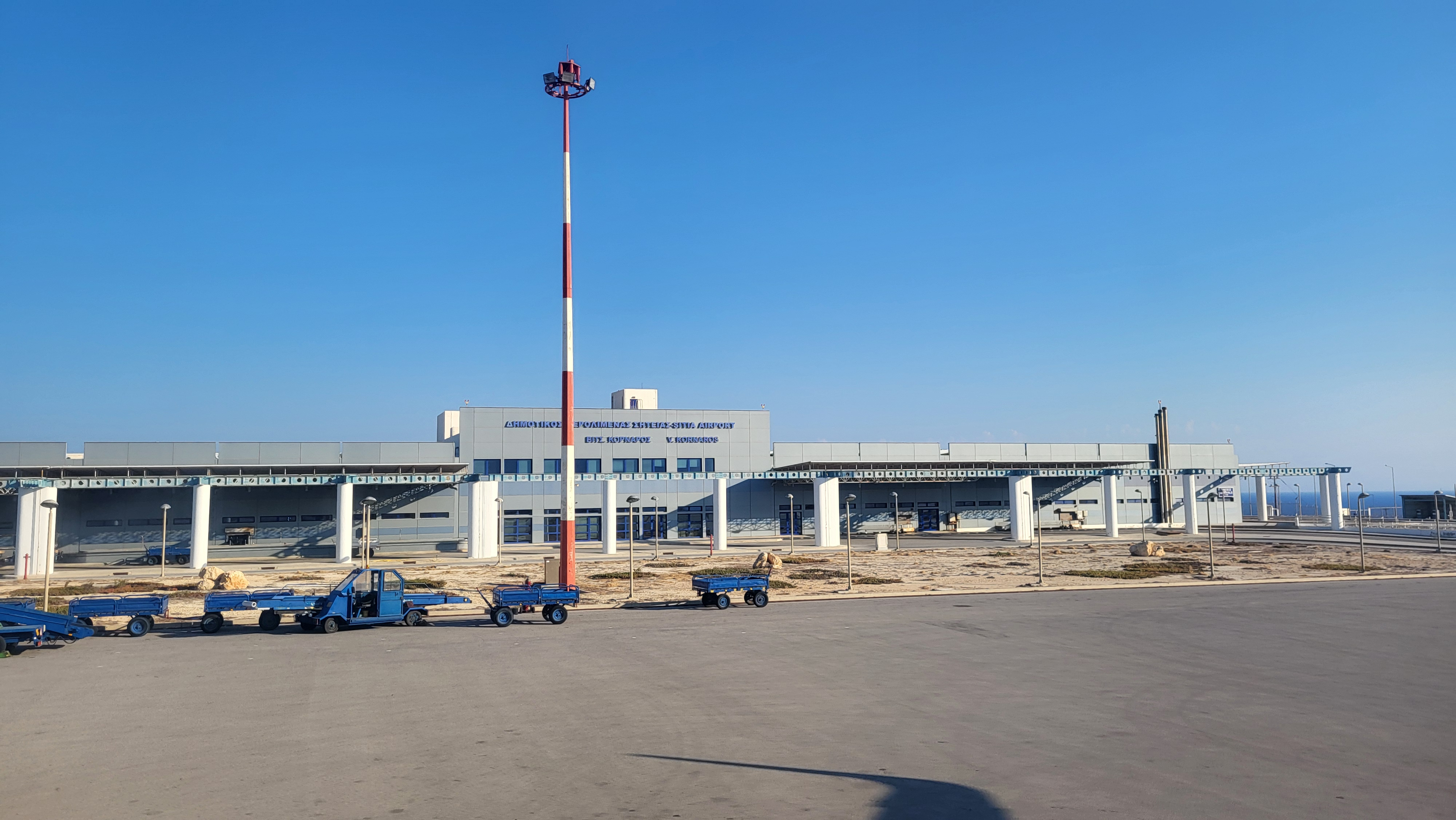
Blick auf das 2016 errichtete Terminal vom Vorfeld des Flughafens

| Jahr | Anzahl der Flüge | Passagierzahl |
| ---- | ---------------- | ------------- |
| 1994 | 289              | 2,819         |
| 1995 | 352              | 2,864         |
| 1996 | 378              | 3,535         |
| 1997 | 336              | 3,207         |
| 1998 | 218              | 3,200         |
| 1999 | 126              | 1,757         |
| 2000 | 118              | 1,690         |
| 2001 | 93               | 1,945         |
| 2002 | 42               | 1,762         |
| 2003 | 666              | 13,144        |
| 2004 | 411              | 16,731        |
| 2005 | 781              | 19,283        |
| 2006 | 940              | 22,902        |
| 2007 | 1,804            | 35,218        |
| 2008 | 1,764            | 39,711        |
| 2009 | 1,714            | 38,195        |
| 2010 | 1,805            | 38,859        |
| 2011 | 1,786            | 39,604        |
| 2012 | 2,024            | 37,801        |
| 2013 | 2,064            | 35,962        |
| 2014 | 1,978            | 34,873        |
| 2015 | 1,924            | 27,015        |
| 2016 | 1,766            | 20,903        |
| 2017 | 1,254            | 32,479        |
| 2018 | 1,730            | 61,877        |

## Erreichbarkeit des Flughafens
Der Flughafen von Sitia liegt ca. 1 km nördlich des Stadtzentrums an der Europastraße 75. Jedoch ist die Wegstrecke ca. 5 km. Das liegt daran, dass das 2016 eröffnete Terminal auf der nordwestlichen Seite des Flughafens errichtet wurde. Daher liegt zwischen dem Stadtzentrum und dem Flughafenterminal die ca. 2 km lange Start- und Landebahn. Durch die am Tag herrschende Hitze sind viele Passagiere auf ein Taxi angewiesen, da es in Sitia keinen öffentlichen Personennahverkehr, sondern lediglich Fernbusse gibt.
Am Flughafen gibt es die Möglichkeit Autos zu mieten und einen kostenlosen Parkplatz.